# Philonotis laxitexta
Philonotis laxitexta är en bladmossart som beskrevs av J. Fröhlich 1950. Philonotis laxitexta ingår i släktet källmossor, och familjen Bartramiaceae. Inga underarter finns listade i Catalogue of Life.